# Bitwa pod Trafalgarem
Bitwa pod Trafalgarem – bitwa morska stoczona 21 października 1805 w czasie wojen napoleońskich. Starcie rozegrało się między flotą angielską a francusko-hiszpańską.

## Przed bitwą
W momencie wybuchu wojny z Wielką Brytanią okręty francuskie i hiszpańskie były rozproszone w kilku portach i zablokowane przez okręty brytyjskie. Plan Napoleona zakładał, że okręty sojuszu miały wymknąć się z portów i udać do francuskich wysp na Morzu Karaibskim. Tam miała nastąpić koncentracja floty, która następnie miała wrócić do Europy, zdobyć na kilka dni panowanie nad kanałem La Manche, i umożliwić francuskiej armii zebranej w okolicach Boulogne desant w Wielkiej Brytanii i jej podbój.
Pierwsza część planu udała się częściowo i silne zgrupowanie okrętów dotarło na Morze Karaibskie, choć bez okrętów z Brestu, które nie zdołały przedostać się przez blokadę. W trakcie powrotu do Europy starcie z okrętami brytyjskimi 22 lipca 1805 u wybrzeży Hiszpanii (bitwa morska pod Finisterre) skłoniło sojuszniczą flotę do zaniechania rejsu na północ i szukania schronienia w hiszpańskim porcie Ferrol. Villeneuve wypłynął z Ferrolu 10 sierpnia z rozkazem płynięcia do Brestu, a następnie na kanał La Manche. Z obawy przed flotą brytyjską popłynął jednak na południe, by szukać schronienia w Kadyksie. 26 sierpnia Napoleon, decydując, że nie może dłużej czekać na nadejście floty, porzucił myśl o inwazji na Wielką Brytanię, zwinął obóz swojej armii i pomaszerował z nią na wschód, by prowadzić działania w Niemczech i Austrii.
Wynikiem tych skomplikowanych manewrów było duże zgrupowanie floty francusko-hiszpańskiej zablokowane przez Nelsona w Kadyksie, stosunkowo małym porcie, nienadającym się do bazowania tak dużej liczby okrętów. 16 września Napoleon rozkazał flocie natychmiast opuścić Kadyks i popłynąć do Neapolu. Villeneuve ociągał się z wykonaniem rozkazu z obawy przed bitwą z silniejszą flotą brytyjską, aż do momentu, gdy dowiedział się, że Napoleon zadecydował o odebraniu mu dowództwa nad flotą. By ubiec ten rozkaz, 18 października zdecydował się na wyjście z portu.

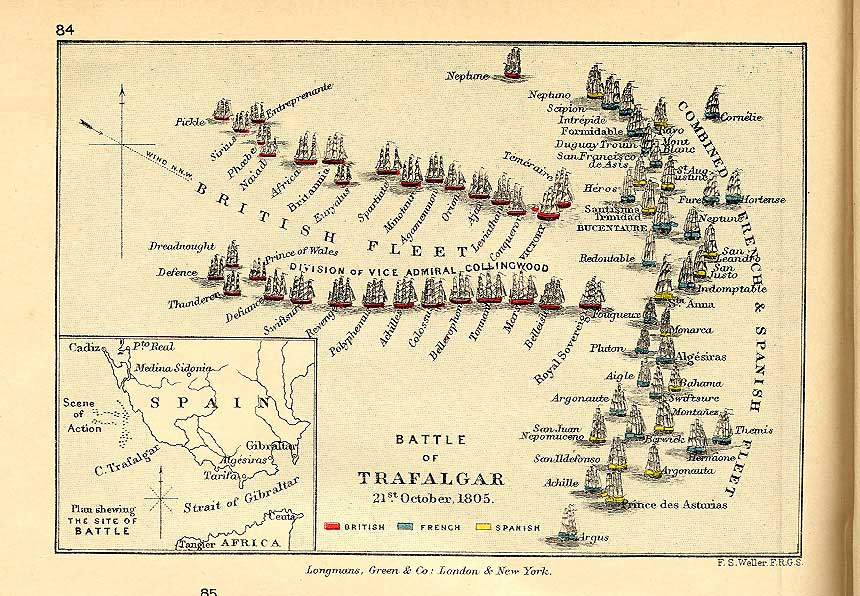
Plan bitwy

Eskadra angielska pod dowództwem admirała Horatio Nelsona liczyła 27 okrętów liniowych i 2 fregaty. Adm. P. Ch. Villeneuve miał 33 okręty liniowe i 7 fregat. 21 października nad ranem flota francusko-hiszpańska w drodze do Neapolu dostrzegła Anglików. Admirał Villeneuve zarządził odwrót, który jednak został spowolniony przez słaby wiatr, utrudniający manewrowanie.

## Bitwa
Okręty floty francusko-hiszpańskiej płynęły w szyku liniowym na północ. Około południa 21 października na wysokości przylądka Trafalgar Nelson zaatakował wroga dwiema kolumnami, płynącymi w poprzek szyku przeciwnika. Taki plan bitwy miał za zadanie odcięcie najsilniejszych okrętów wroga, który miał przewagę liczebną, i rozprawienie się z pozostałymi. Był to jednocześnie plan nowatorski (zastosowany już jednakże w bitwie pod Kamperduin w 1797 przez admirała Duncana) i ryzykowny, gdyż aż do momentu dopłynięcia do wroga Anglicy byli pozbawieni siły ogniowej (działa były ustawione głównie na burtach), podczas gdy Francuzi mogli w tym czasie bez problemu, strzelając salwami z burt swoich okrętów, uszkodzić dużą część floty Nelsona zanim jeszcze zacznie się właściwa walka.
Prawa kolumna, licząca 15 okrętów pod dowództwem C. Collingwooda na Royal Sovereign, miała za zadanie odciąć straż tylną, zaś lewa, 12-okrętowa pod dowództwem Nelsona na okręcie „Victory”, miała odciąć centrum. Podczas wykonywania tego manewru Francuzi i Hiszpanie cały czas ostrzeliwali zbliżające się okręty brytyjskie, siejąc spustoszenie. Z powodu słabego wiatru, kolumny brytyjskie płynęły powoli, przez prawie godzinę nie mogąc odpowiedzieć ogniem. Victory był pod ostrzałem Héros, Santísima Trinidad, Redoutable i Neptune. O 12:45 Victory przeciął linię przeciwnika pomiędzy okrętami Bucentaure i Redoutable. Gdy obie floty zbliżyły się, doszło do wymiany ognia z broni ręcznej. Francuscy strzelcy z okrętu Redoutable razili Anglików z góry, z olinowania. Wyróżniający się jak zwykle ubiorem dowódca floty brytyjskiej był dla nich łatwym celem. O godzinie 13:15 francuski marynarz postrzelił go śmiertelnie w kręgosłup. Admirał kazał się znieść pod pokład, aby załoga tego nie dostrzegła. Zmarł o 16:30. Bitwa była jednak wygrana. Dzięki wysokiemu morale i zastosowanej taktyce Nelson odniósł swoje ostatnie zwycięstwo.

## Podsumowanie
Sprzymierzeni stracili 22 okręty, ok. 3250 zabitych, ok. 2,5 tys. rannych i ok. 7 tys. wziętych do niewoli. Marynarzy brytyjskich zginęło 449. Bitwa ta stała się początkiem wielkiej hegemonii Brytyjczyków na morzach świata, walnie przyczyniając się do powstania brytyjskiego imperium kolonialnego.